# Будинок Шолайських
Пам'ятник культури Малопольського воєводства: реєстраційний номер А-108 від 5 квітня 1968 року.
Будинок Шолайських (пол. Kamienica Szołayskich) — історична будівля, архітектурна пам'ятка, що знаходиться у Кракові на Щепанський площі, 9 в районі Старе місто. Будівлю внесено до реєстру пам'яток Малопольського воєводства, які охороняються державою.

## Опис
Будівництво розпочалося в 1815 році і завершилося у 1818 році. Дім будувався для подружжя Марцишевських. Задня частина будинку була направлена в сторону старого кладовища, яке знаходилося поблизу неіснуючої сьогодні церкви святого Стефана. Фасад будинку спрямований на Щепанську площу.
З 1849 по 1856 рік у будівлі функціонувала редакція і друкарня газети «Czas». З другої половини XIX століття тут проживав М. Вишневський, а з 1902 року будинок перебував у володінні Влодзімежа та Адама Шолайських.
У 1904 році будинок був подарований міській раді Кракова для створення в ньому музею, який і був заснований в 1928 році.
З 1934 року у даному приміщенні розміщувалася колекція польського мистецтвознавця Фелікса Ясенського під назвою «Mannghi». Після Другої світової війни в будинку знаходилася галерея середньовічного мистецтва.
У 1955 році фасад будинку був відреставрований за проектом архітектора Ф. Хриса.
5 квітня 1968 року будинок був внесений до реєстру пам'яток Малопольського воєводства (№ А-108), які охороняються державою.

## Сьогодення
У квітні 2004 року, після чергової реставрації, у даному приміщенні відкрився Музей Станіслава Виспянського, який є філією краківського Національного музею.